# Ханьшоу
Ханьшо́у (кит. упр. 汉寿, пиньинь Hànshòu) — уезд городского округа Чандэ провинции Хунань (КНР).

## История
Впервые уезд Ханьшоу был образован во времена империи Хань в 134 году. В эпоху Троецарствия, когда эти земли оказались в составе государства У, название уезда было изменено с Ханьшоу («долголетие государства Хань») на Ушоу (吴寿县, «долголетие государства У»), а в 248 году из него был выделен уезд Лунъян (龙阳县).
Во времена империи Сун уезд Лунъян был в 1107 году переименован в Чэньян (辰阳县), но в 1133 году ему было возвращено прежнее название. После монгольского завоевания и образования империи Юань уезд был в 1285 году поднят в статусе, став областью, но после свержения власти монголов и образования империи Мин область была в 1370 году вновь понижена в статусе до уезда. После Синьхайской революции уезд Лунъян был в 1912 году переименован в Ханьшоу.
После образования КНР в 1949 году был создан Специальный район Чанфэн (常沣专区), и уезд вошёл в его состав. 29 августа 1950 года Специальный район Чанфэн был переименован в Специальный район Чандэ (常德专区). В 1970 году Специальный район Чандэ был переименован в Округ Чандэ (常德地区).
Постановлением Госсовета КНР от 23 января 1988 года округ Чандэ был преобразован в городской округ.

## Административное деление
Уезд делится на 4 уличных комитета, 16 посёлков, 2 волости и 1 национальную волость.